# Kislo mleko
Kislo mleko je fermentiran mlečni izdelek.
V mlekarskih industrijskih obratih izdelujejo kmečkemu podobno kislo mleko tako, da dodajajo pasteriziranemu mleku združeno kulturo, ki jo imenujejo okisovalec. Strokovno rečemo, da pasterizirano mleko cepijo s tako kulturo. Okisovalec je kultura treh vrst mlečnokislinskih bakterij. Ena vrsta (Streptococcus lactis) zagotavlja hitro mlečnokislinsko vrenje, druga prispeva k milejšemu okusu, tretja pa daje kislemu mleku prijetno osvežujočo aromo.
Ko govorimo o mikroorganizmih, pomeni kultura »množico« mikroorganizmov določene vrste, namnoženih v hranljivem okolju, v našem primeru mleku.
Navadno, kislo mleko o katerem smo doslej ves čas govorili je doma v Sloveniji, na Hrvaškem, pri naših severnih sosedih in v drugih severnih deželah. To pa še zdaleč ni edina oblika kislega mleka.
V Srbiji, Bosni, Makedoniji ter Črni Gori, v Bolgariji, Turčiji, na Bližnjem vzhodu in v drugih toplih krajih delajo na kmetih domače kislo mleko drugače kot na Slovenskem. Tam imajo radi, da se mleko hitreje skisa in strdi ter da je tako gosto in trdno, da ga lahko režejo. Zato uporabljajo drugačno mleko, drugače z njim ravnajo, drugačne so tudi bakterije, ki ga kisajo. Najraje uporabljajo ovčje mleko. To je gostejše in bolj mastno. Poglavitno pa je, da vsebuje več mlečne beljakovine - kazeina, ki pod vplivom kisline zakrkne v strdek kislega mleka. Če uporabljajo kravje mleko, ga s kuhanjem in izparevanjem poprej zgostijo. Kuhano ovčje mleko ali kuhano in zgoščeno kravje mleko ohladijo približno do 50 °C. V to še precej vroče mleko vmešajo nekaj že narejenega kislega mleka in ga postavijo na toplo ter pokrijejo z volnenim blagom ali s kožo. Pokrito mleko se počasi ohlaja do približno 40 °C ter se v dveh, treh urah zadosti skisa in strdi. Tedaj ga ohladijo, da se ne bi še naprej kisalo in postalo prekislo.
Zakaj pa mora biti mleko vroče, ko iz njega pripravljajo kislo mleko? Saj v tako vročem mleku ne bi mogli delovati Streptococcus lactis in njemu sorodne vrste mlečnokislinskih bakterij. V tem primeru res ne delujejo nam znane bakterije navadnega kislega mleka, temveč termofilne (v prevodu: take, ki ljubijo toploto ali vročino) mlečnokislinske bakterije. Glavno vlogo ima tu termofilna mlečnokislinska paličasta bakterija Lactobacillus bulgaricus, kar pomeni: bolgarska mlečna palčka; bolgarska zato, ker so tako kislo mleko, ko so ga začeli raziskovati, dobivali z Bolgarskega. Ugotovili so, da je tej bakteriji najbolj pogodu nekoliko vroče okolje s temperaturo med 42 °C in 45 °C, pri nižjih temperaturah pa se slabo razvija in medlo deluje. Takrat ko so se lotili raziskav te vrste kislega mleka in termofilnih bakterij v njem, to je bilo približno pred sto leti, so začeli pridobivati to mleko v mlekarskih obratih in ga ponujati odjemalcem pod imenom jogurt.
Prehranski, fiziološki in zdravstveni pomen živih mikroorganizmov v fermentiranih mlečnih izdelkih
Različne vrste kislega mleka niso samo prijetna, temveč tudi zdrava hrana. Vsi vemo, da je mleko zdravo, v kislem mleku pa je še velikanska množica živih mlečnokislinskih bakterij, ki bodo v naših prebavilih zatirale gnilobne in druge škodljive bakterije, ki izločajo v svoje okolje, torej tudi v naš organizem, zdravju škodljive, strupene presnovke.
Med mlečnokislinskimi bakterijami najmočneje uveljavlja to dietalno odliko posebna vrsta, ki je vodilni dejavnik pri pridobivanju kislega mleka, ki ga nerodno imenujejo acidofilno mleko. Vrsto bakterij, ki dela to kislo mleko, imenujemo prav tako nerodno Lactobacillus acidophilus. Zakaj nerodno? Besedi »acidofilno« in »acidophilus« izražata nekakšno ljubezen do kisline, ki je pa ne moremo najti ne pri mleku ne pri tej bakteriji. Kaj hočemo, ime si je utrlo pot, in moramo se hočeš nočeš sprijazniti s tem.
Lactobacillus acidophilus se nahaja v črevesju dojenčkov in drugih mladih sesalcev, dokler le-ti sesajo mleko svoje matere. Iz njihovih iztrebkov dobijo te bakterije. Njihova posebnost je prav v tem, da so v črevesju doma in ko jih zaužijemo z »acidofilnim« mlekom, se te bakterije v našem črevesju vrnejo v okolje, ki so ga bile od nekdaj vajene. Najpestreje je paleta mlečnokislinskih, človeku koristnih mikroorganizmov razprostranjena v kefirju, fermentiranem mlečnokislinskem napitku. V njemu najdemo nekaj deset različnih vrst bakterij in kvasovk, ki živijo v simbiozi in producirajo številne encime (izboljšujejo prebavo), antioksidante (zmanjšujejo učinke staranja), vitamine, antitumorne substance, vrsto protiteles, biološke stimulanse, razne »mikro-hormone« in druge metabolite ter preobražajo mleko v bistveno boljšo hrano kot je mleko samo.